# Vita da cani (fumetto)
Vita da Cani è un fumetto con sceneggiatura di Tiziano Sclavi e disegni di Gino Gavioli apparso su il settimanale Il Giornalino dal 1984 al 1990.
Narra le vicende, spesso estemporanee e non necessariamente con un filo logico rigoroso, di un gruppo di cani randagi (eccetto Bobò, ora adottato) che rispecchiano in altrettanti tipologie e personalità simili al modo umano - la cui presenza resta però sempre esterna alla narrazione -. Il tutto è corredato da un mix di vari tipi di umorismo e dalle personalità naif e surreali di ogni membro del collettivo, in cui ogni macchietta contribuisce. In definitiva è una piccola parodia sociale.

## Curiosità
L'ultima vignetta di ogni storia mostra normalmente una carrozza di tram abbandonata, vista da lontano, all'interno della quale i cani si incontrano e commentano quello che è accaduto nella storia odierna. Questa vignetta contiene normalmente una didascalia con il testo "E così un altro giorno finisce a Città Vecchia."

## Personaggi
- Bobò, protagonista, cane giovane e disoccupato, sempre alla ricerca di un posto di lavoro.
- Il signor Ciompo, miglior amico di Bobò, cane pensionato e disilluso con "18 ossi al mese di pensione". Essendo anziano, dà spesso consigli al giovane Bobò. I consigli però sono alquanto surreali e quindi di poco aiuto per il povero Bobò. Il suo motto è "Ma va là".
- Valerio, cane barzellettiere che però non riesce a terminare le sue barzellette.
- Guglielmo, cane smemorato.
- Ragionier de Piantis, sempre pronto a piangere. Il suo motto è "Egli morse!" (invece di "è morto").
- Mascherpa
- Vassili, cane russo
- Timbuctù, venditore ambulante di tappeti. Il suo motto è: "Nun fà lu scemu, cumpra tappetu".
- Il colonnello, ufficiale pluridecorato in pensione.
- Luigi e Roberta, gli unici esseri umani della serie. Non compaiono mai di persona, ma si sentono le loro voci provenienti da una casa nelle vicinanze. Generalmente Roberta si rivolge a Luigi per lamentarsi del chiasso che fanno i cani, mentre Luigi le risponde con dei commenti sarcastici.